# Boroughmuir Rugby & Community Sports Club
Il Boroughmuir Rugby & Community Sports Club è una squadra scozzese di rugby a 15 che gioca ad Edimburgo e disputa la National League Division 1 (la seconda lega scozzese). Il Boroughmuir è stata l'ultima formazione a vincere il campionato "non ufficiale" nel 1973, anno che determinerà la nascita dell'attuale conformazione dei campionati scozzesi.

## Palmarès
- Campionati scozzesi: 2
2002-03, 2007-08
- Coppe di Scozia: 4
1999-2000, 2000-01, 2004-05, 2014-15